# فحص الظهر
{{معلومات تشخيص}
فحص الظهر هو جزءٌ من الفحص الجسمي المُستخدم لتحديد الأمراض المحتملة والتي تتضمن الظهر.
إضافةً إلى الفحوصات العامة التي تُجرى على أي مفصل (المعاينة والجس ومدى الحركة [الإنجليزية] والنبض القاصي والقوة والإحساس والمنعكسات)، فإنَّ هناك عددٌ من المناورات المتخصصة بفحص الظهر. وتشمل:
- المشية[1]
- اختبار رفع الساق باستقامة
- علامات واديل [الإنجليزية]
- فحص شوبر

قد تشير نتائج فحص الظهر إلى احتمال حدوث تلفٍ في العمود الفقري، مما يُوجب إجراء فحص للمستقيم لتحديد الانقباض السليم.